# Cerkiew Opieki Bogurodzicy w Mikulášovej
Cerkiew Opieki Bogurodzicy w Mikulášovej – drewniana greckokatolicka cerkiew filialna zbudowana w 1730 w Mikulášovej,  przeniesiona w 1931 do skansenu Bardejovské Kúpele.

## Historia
Cerkiew postawiono w miejscowości Mikulášová w 1730. Rozbudowana w 1837. Po wybudowaniu murowanej świątyni, w 1931 przeniesiona do skansenu w Bardejowie-Zdroju. Gruntownie remontowana w latach 2003–06.

## Architektura i wyposażenie
To budowla drewniana konstrukcji zrębowej, trójdzielna, obecnie nieorientowana, pozornie dwudzielna. Prezbiterium mniejsze od nawy, zamknięte prostokątnie. Wieża konstrukcji słupowej o wysokości 17 m z pozorną izbicą, nadbudowana nad babińcem, z malowanymi tarczami zegarowymi. Zwieńczona dachem namiotowym z drewnianym hełmem kopulastym ze ślepą latarnią i kopułką. Nad prezbiterium i nawą łamane dachy namiotowe kryte gontem, zwieńczone cebulastymi kopułkami ze ślepymi latarniami i żelaznymi krzyżami. W nawie bliźniacze okna, fryzowane do góry.
Wewnątrz w babińcu belkowy strop płaski, w sanktuarium i nawie kopuły namiotowe. W sanktuarium znajduje się ikona  Opieki Matki Boskiej z XVIII w. Pięciostrefowy ikonostas pochodzi z XVIII w. Część ikon jest oryginalna, część to ikony skopiowane w 2005 z oryginalnych mieszczących się w Muzeum Szaryskim w Bardejowie.

## Otoczenie
Cerkiew otoczona ogrodzeniem drewnianym z daszkiem gontowym i bramką, zwieńczoną daszkiem namiotowym. 

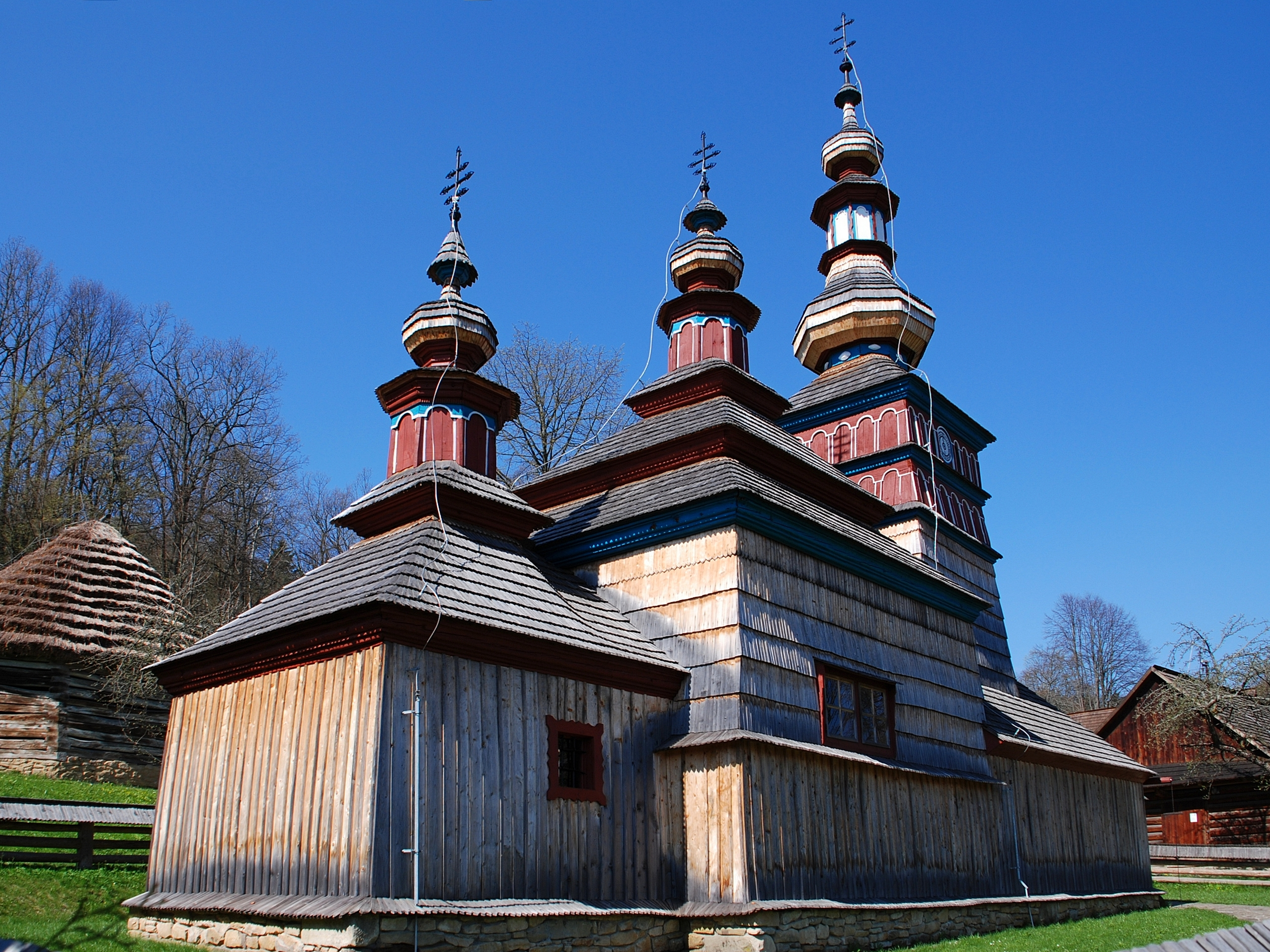
Widok od strony prezbiterium
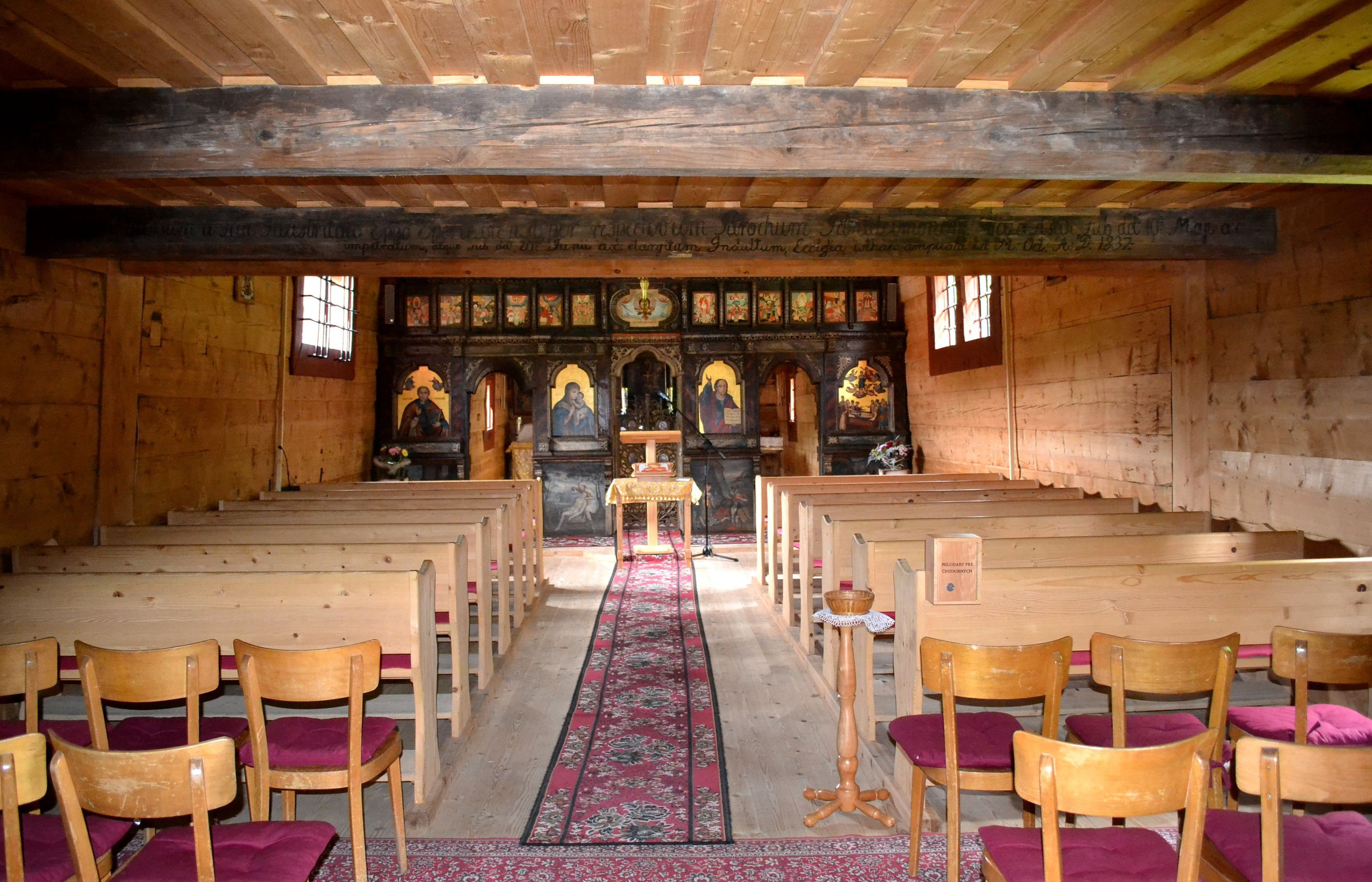
Wnętrze
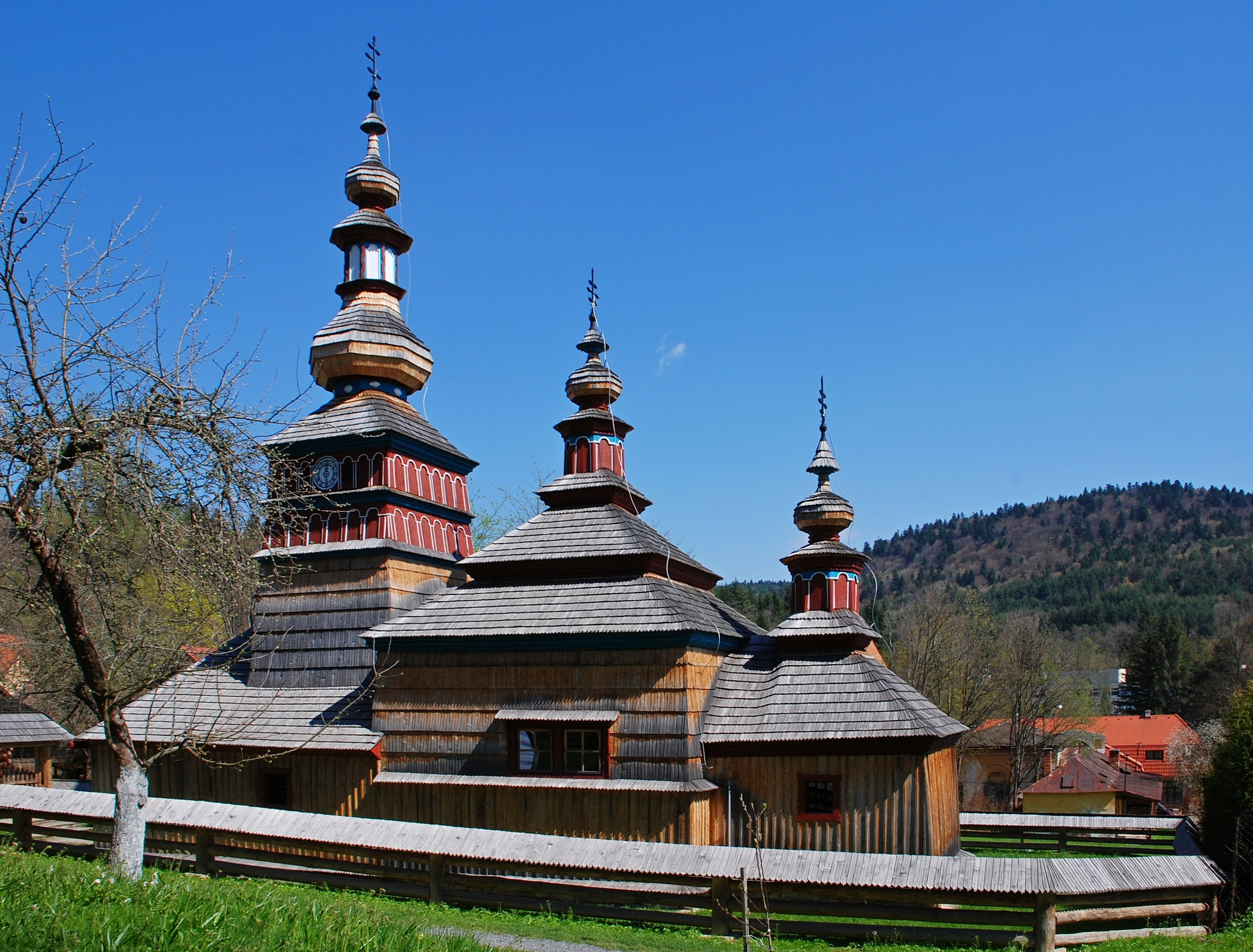
Elewacja południowa